# Khoa học toán học
Khoa học toán học là một thuật ngữ rộng chỉ các môn học kinh viện ban đầu mang tính toán học về bản chất, nhưng không thể được coi là các lĩnh vực con của toán học đúng nghĩa ở khắp mọi nơi. Ví dụ, khoa học thống kê mang tính toán học trong các phương pháp của nó, nhưng đã thoát khỏi số học chính trị (số học chính trị đã hợp nhất với xác suất nghịch đảo và đã phát triển thông qua các ứng dụng trong các khoa học xã hội, một số lĩnh vực của vật lý và sinh trắc học) để trở thành lĩnh vực độc lập, mặc dù vẫn liên minh mật thiết với nó. Khoa học máy tính, khoa học tính toán, nghiên cứu hoạt động, mật mã học, kinh tế lượng, vật lý lý thuyết, và khoa học tính toán bảo hiểm là những lĩnh vực khác có thể được coi là các khoa học toán học.
Một số viện đại học cấp bằng trong các khoa học toán học (ví dụ, Học viện Quân sự Hoa Kỳ, tiếng Anh: United States Military Academy) hoặc khoa học toán học ứng dụng (ví dụ, Đại học Đảo Rhode, tiếng Anh: University of Rhode Island).